# Wegener (cràter)

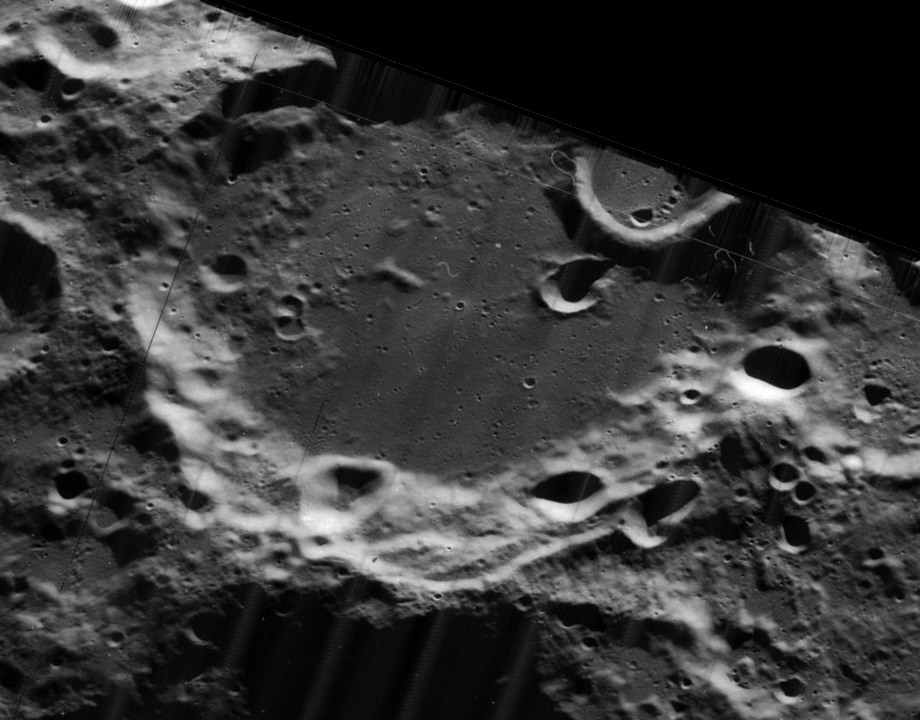
Una altra vista obliqua tomda per la missió Lunar Orbiter 5, mirant a l'oest

Wegener és un cràter d'impacte que es troba en l'hemisferi nord de la Lluna, aproximadament a mig camí entre l'equador i el pol nord. Es troba en la cara oculta, darrere del terminador nord-oest. El bord sud-oest de Wegener s'introdueix lleugerament en la plana emmurallada del cràter Landau, molt més gran. Al costat de la vora oriental apareix el cràter Stefan.
|  |  |

Aquest cràter està en un estadi intermedi d'erosió per impacte, amb un brocal desgastat i alguns cràters que se superposen a la vora i a la paret interior. El contorn està generalment més erosionat en la meitat nord. Un petit cràter travessa la paret interior occidental i part del sòl interior. Existeix un cràter petit en forma de copa just a l'est de Wegener. La paret interior és més ampla en la meitat sud, deixant algunes irregularitats en la meitat sud del sòl. La resta de l'interior és una plana gairebé plana.

## Cràters satèl·lit
Per convenció aquests elements són identificats en els mapes lunars posant la lletra en el costat del punt mitjà del cràter que està més proper a Wegener.
|         | \| Wegener \| Coordenades \| Diàmetre \| \| ------- \| -------------------------------------- \| -------- \| \| K \| 43° 18′ N, 111° 54′ O / 43.3°N,111.9°O \| 32 km \| \| W \| 47° 30′ N, 116° 06′ O / 47.5°N,116.1°O \| 54 km \| |          |
| Wegener | Coordenades | Diàmetre |
| K       | 43° 18′ N, 111° 54′ O / 43.3°N,111.9°O | 32 km    |
| W       | 47° 30′ N, 116° 06′ O / 47.5°N,116.1°O | 54 km    |